# Cylindrepomus uniformis
Cylindrepomus uniformis là một loài bọ cánh cứng trong họ Cerambycidae.